# Marindal Satu
Marindal Satu is een bestuurslaag in het regentschap Deli Serdang van de provincie Noord-Sumatra, Indonesië. Marindal Satu telt 29.896 inwoners (volkstelling 2010).